# Bohsdorf-Vorwerk
Bohsdorf-Vorwerk (niedersorbisch Bóšojski Forwark) ist ein Wohnplatz im Ortsteil Bohsdorf der Gemeinde Felixsee im Landkreis Spree-Neiße in Brandenburg. Bis zum 31. Dezember 2001 war Bohsdorf-Vorwerk ein Ortsteil der Gemeinde Bohsdorf.

## Lage
Das Dorf liegt am Nordwesthang des Muskauer Faltenbogens, 12 km nordöstlich von Spremberg und ca. 4 km westlich von Döbern entfernt. Die Gemarkung grenzt im Norden an die Gemarkung von Mattendorf, im Osten an die Gemarkungen von Klein Kölzig, Groß Kölzig und Friedrichshain, im Süden an Reuthen und Klein Loitz und im Westen an Hornow.

## Verkehr
Der Ort ist über die Landesstraße 48 von Spremberg nach Cottbus gut zu erreichen. Nach Südosten führt die L 482 weiter nach Döbern zur B 115. Bis Ende 2004 führte die B 115 von Döbern über Bohsdorf-Vorwerk nach Cottbus und weiter in den Spreewald.

## Persönlichkeiten
- Carl Klinke (1840–1864), preußischer Soldat, wurde in Bohsdorf-Vorwerk geboren